# 红刺鲸鱼
红刺鲸鱼（学名：Barbourisia rufa）又名紅刺鯨口魚、紅刺鬚仿鯨，单独自成刺鲸科和刺鲸属。分布于太平洋、印度洋和大西洋深海中以及东海等海域。该物种的模式产地在墨西哥湾。
它体长可达34.5公分，在300-2000公尺左右的深海生活。其口大，體紅色，下頜突出超過上頜，身體與每個鰭有細小的小刺，表面摸起來很光滑，側線開口當明顯的孔，背鰭軟條19-22枚;臀鰭軟條15-18枚，體長可達39公分。